# Burkhards

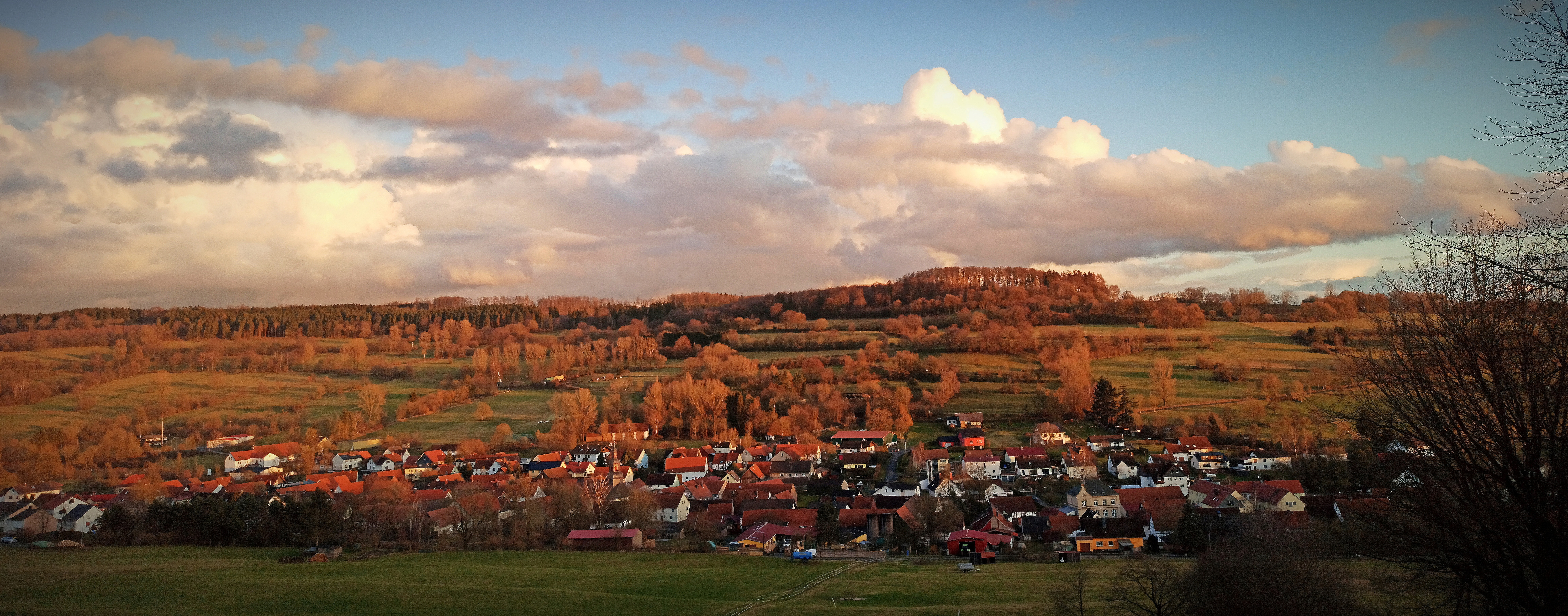
Blick von Westen auf Burkhards im Niddertal

Burkhards ist heute ein Stadtteil von Schotten im mittelhessischen Vogelsbergkreis.

## Geographie
Der Ort liegt eingebettet im Niddertal am südlichen Rand des Vogelsberges südöstlich des Hauptortes und grenzt an den Wetteraukreis. Durch Burkhards fließt die Nidder. Von Nord nach Süd führt die Kreisstraße 141 mit dem Straßennamen Niddergrund. Durch die gute Ausgangslage zum Hoherodskopf und Taufstein im Norden sowie der am Ort vorbeiführenden Bonifatiusroute von Mainz nach Fulda ist Burkhards ein beliebter Ort für Wanderer und Pilger. Die Marcellinuskapelle (Rastplatz des Leichenzug des Bonifatius) befindet sich ca. 1 km südlich gelegen. Historisch gesehen ist Burkhards mit dem heiligen Bonifatius somit eng verknüpft. Westlich von Burkhards grenzt der Hillerswald, durch den der Hillersbach fließt, und in östlicher Richtung der Heegwald mit der höchsten Erhebung von Burkhards, dem Gaulskopf (540 m). Das Klima ist im Sommer durch die Höhe sehr mild und im Winter rau und schneereich. Durch die markanten Höhenzüge und der langgestreckten Tallage erinnert die Topographie des Burkhardser Niddertals nicht selten an die des Allgäus.

## Geschichte

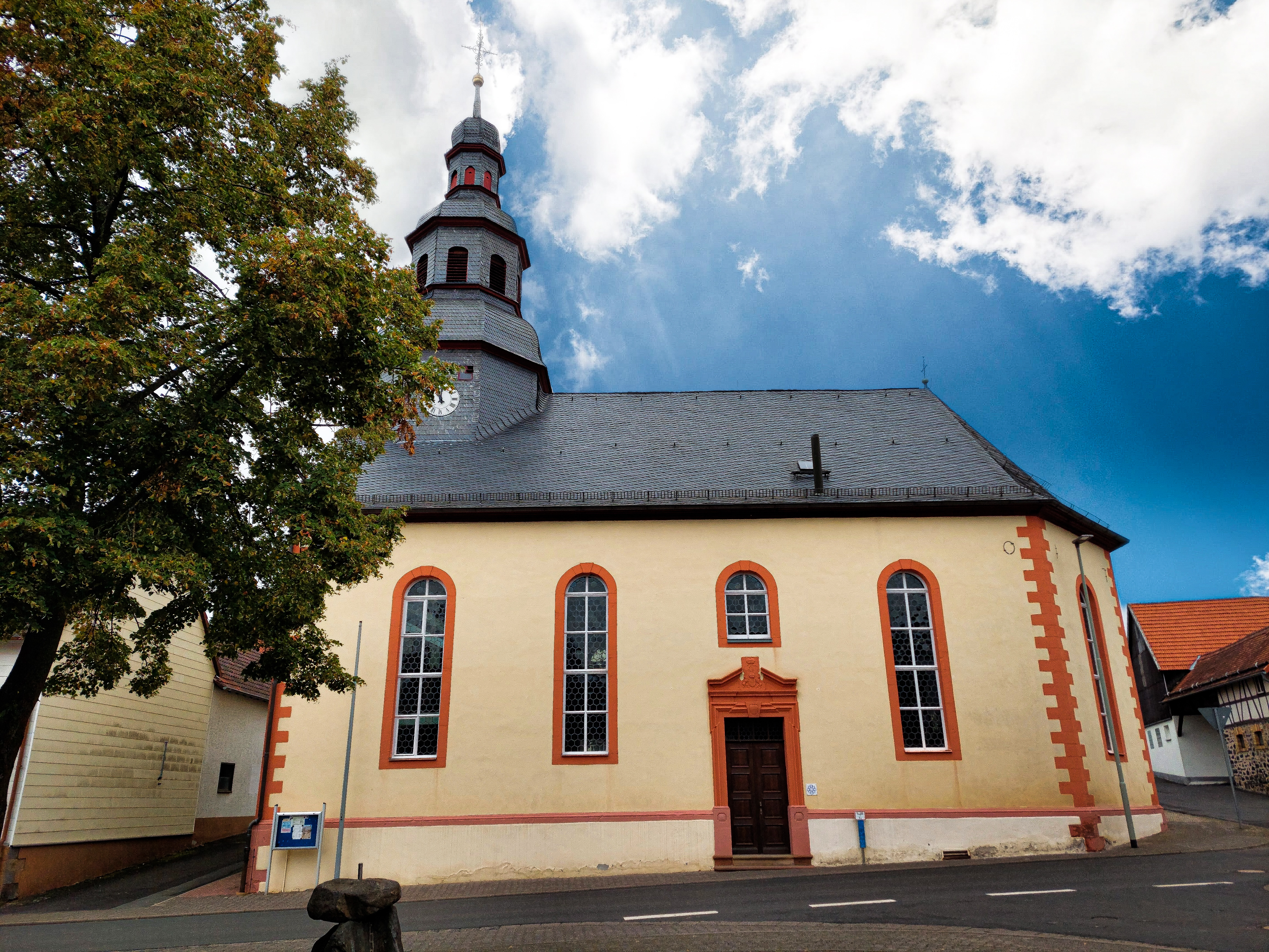
Evangelische Kirche zu Burkhards

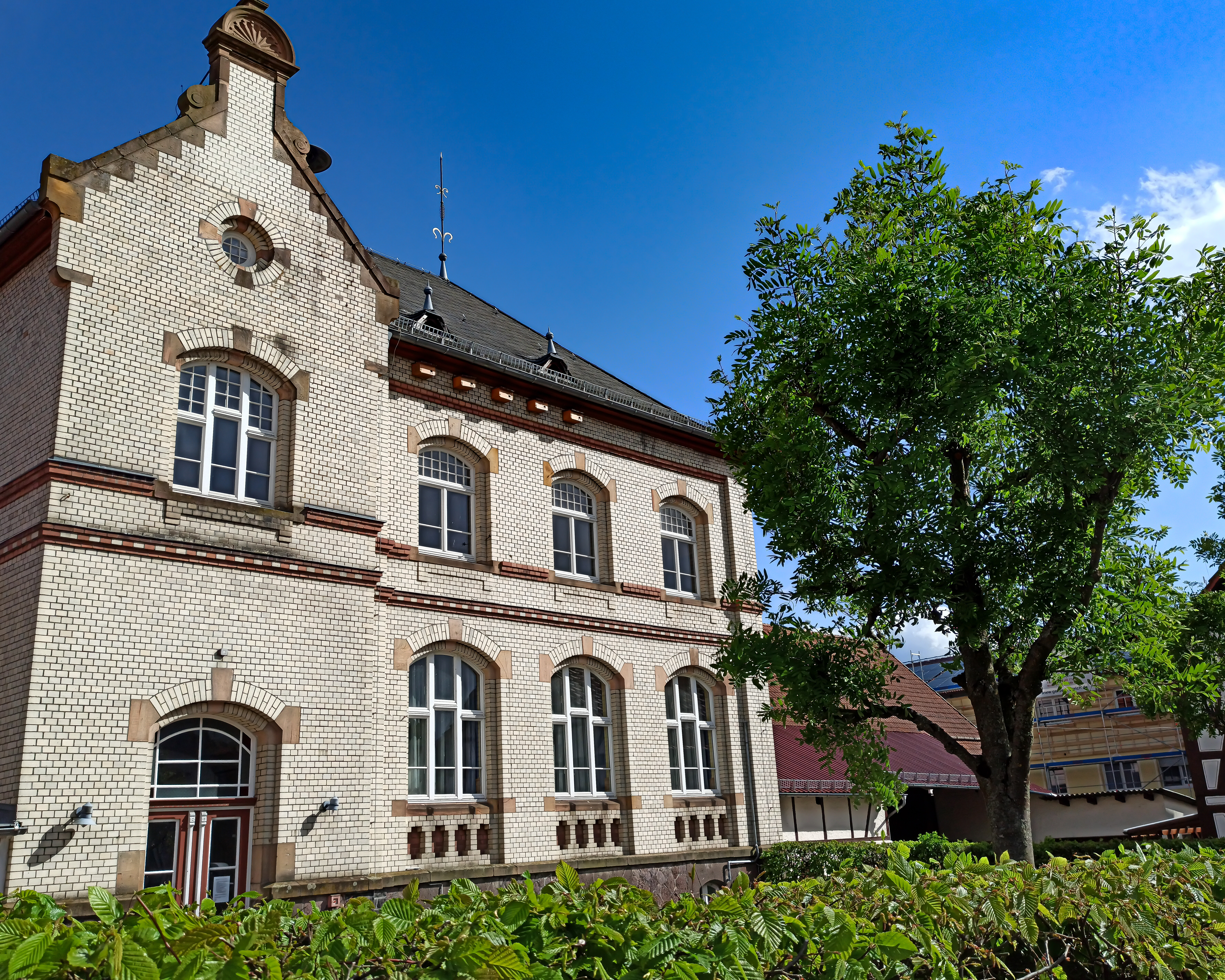
Alte Schule von Burkhards

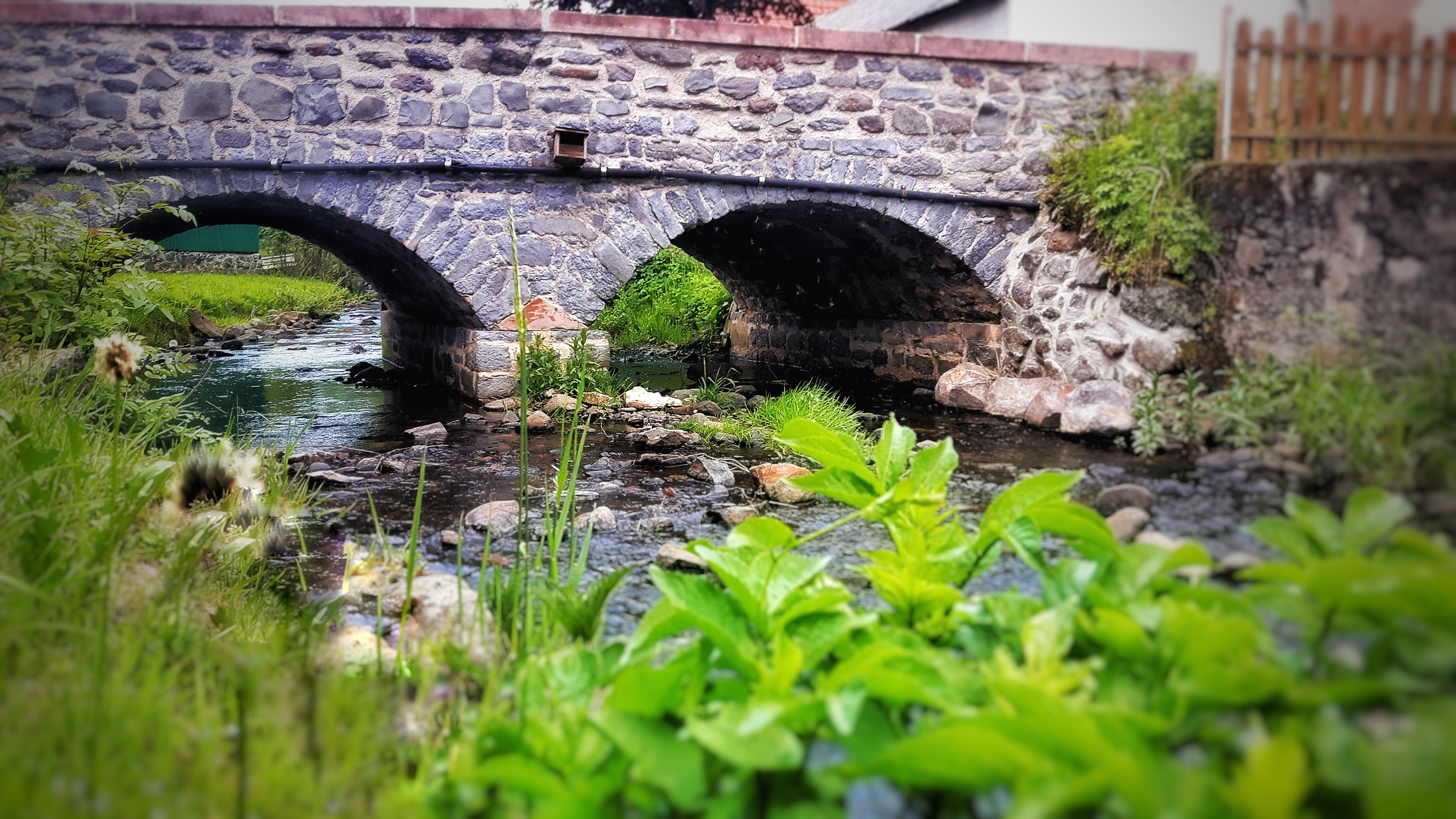
Historische Unterdorfbrücke

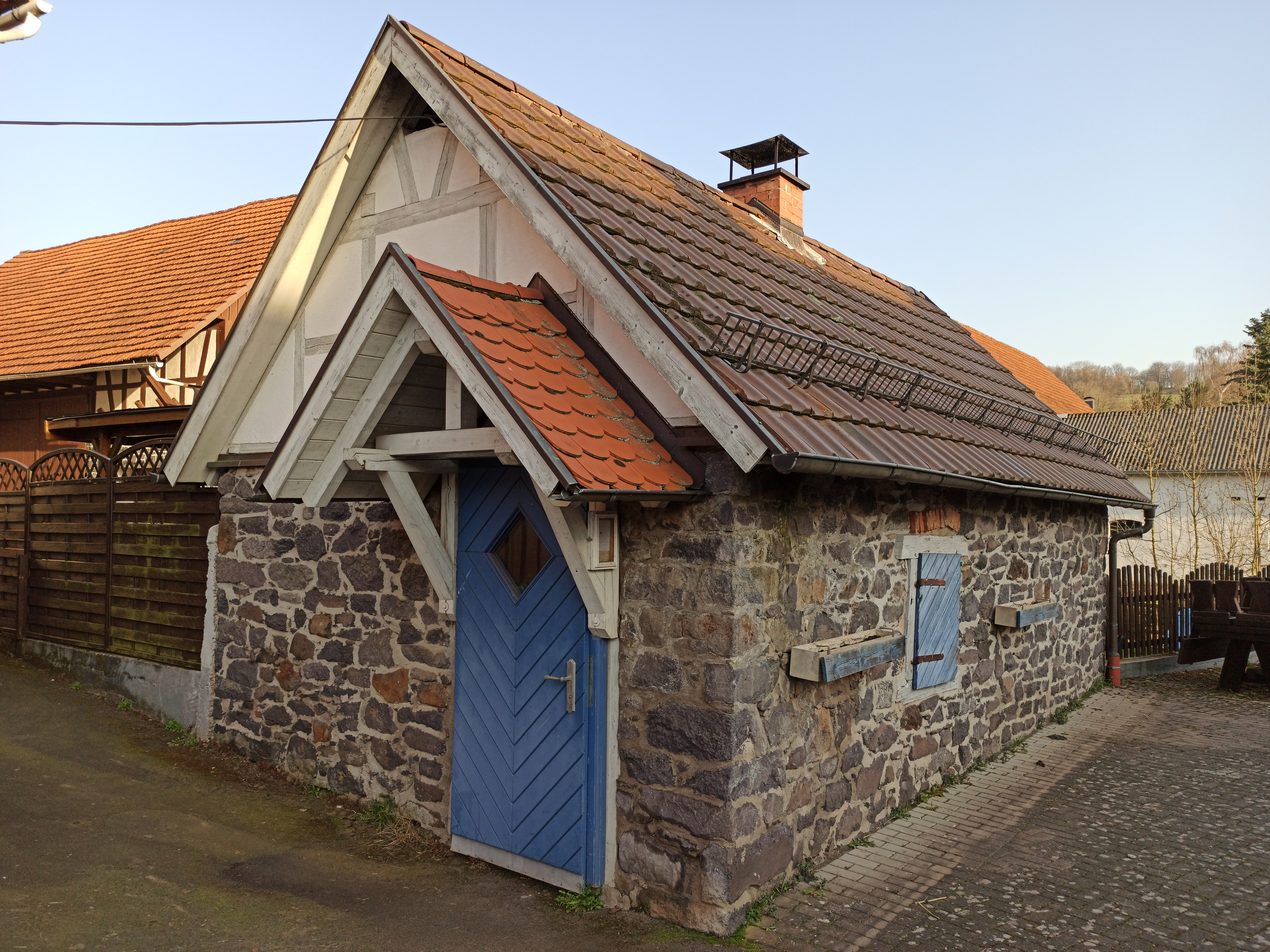
Backhaus

### Ortsgeschichte
Die älteste bekannte schriftliche Erwähnung von Burkhards erfolgte im Jahr 1020 im Codex Eberhardi mit dem Ort Schwickartshausen als Burchardesrode. Genannt wurde eine Kirche. Der Ortsname leitet sich vom Gaugrafen der Wetterau, dem Grafen Borchart (Burkhard) ab, der um das Jahr 817 lebte. Dieser schenkte dem Kloster Fulda unter seinem Abt Ratgar sein Land an dem Fluss Nitorn. Nach Steen ist dieses Territorium mit dem Gebiet „iuxta fluvium Nitorn“ (nahe bei der Nidder) identisch mit Burkhards. Eine spätere Erwähnung erfolgte um 1160 als Burchartes.
1311 wurde Burkhards ein eigenständiges Gericht. Seine Geschichte war eng mit der des Gerichts Crainfeld verknüpft. Am 2. September 1419 wurden die Dörfer und Gerichte Burkhards, Crainfeld, Eschenrod, Herchenhain, Kaulstoß und Schmalenbach von Hermann II. von Buchenau, dem damaligen Verweser und späteren Abt des Klosters Fulda, an die Brüder Johann II. und Gottfried IX. von Ziegenhain-Nidda für 300 Gulden verpfändet.
Nach einer Kapelle wurde im 14. Jahrhundert eine Kirche erbaut, die aber 1754 wegen Baufälligkeit abgerissen werden musste. Sofort wurde ein neues Gotteshaus errichtet. Bis zum Jahr 1616 gehörte Burkhards zum großen Kirchspiel Wingershausen.
Im Jahr 1826 gab es noch sechs Mühlen und acht Wirtshäuser in der Gemarkung Burkhards. Buchwalds Mühle wurde 1854 genannt.
Die Statistisch-topographisch-historische Beschreibung des Großherzogthums Hessen berichtet 1830 über Burkhards:

„Burkhards (L. Bez. Schotten) evangel. Pfarrdorf; liegt im Vogelsberg, 2 St, von Schotten an der Nidder, hat 125 Häuser, 690 evangel. Einw., und 1 Kirche, 1 Mahl- und Oelmühle. – Dieses Dorf war ein Lehen von Fuld und wird 1020 zum Erstenmal genannt. Zu dieser Zeit wurde die Kirche zu Crainfeld mit einer Hube hier dotirt.“

In Burkhardser Mundart wird der Ortsname als „Burgeds“ ausgesprochen; eine Abwandlung vom historischen Burchartes.
Hessische Gebietsreform (1970–1977)
Im Zuge der Gebietsreform in Hessen wurde zum 31. Dezember 1971 die bis dahin selbständige Gemeinde Burkhards auf freiwilliger Basis als Stadtteil nach Gedern eingegliedert. Als sich zeigte, dass Gedern im Wetteraukreis verbleiben wollte, wurden die Vogelsbergorte Burkhards, Kaulstoß und Sichenhausen am 1. August 1972 durch Landesgesetz in die Stadt Schotten, die in den Vogelsbergkreis wechselte, umgemeindet. Für den Stadtteil Burkhards wurde ein Ortsbezirk errichtet.

### Verwaltungsgeschichte im Überblick
Die folgende Liste zeigt die Staaten und Verwaltungseinheiten, denen Burkhards angehört(e):
- Vor 1450: Heiliges Römisches Reich, Grafschaft Ziegenhain, Amt Nidda, Gericht Burkhards
- 1450–1495: Erbstreit zwischen der Landgrafschaft Hessen und den Grafen von Hohenlohe
- ab 1450: Heiliges Römisches Reich, Landgrafschaft Hessen, Amt Nidda, Gericht Burkhards[15]
- ab 1567: Heiliges Römisches Reich, Landgrafschaft Hessen-Marburg, Amt Nidda, Gericht Burkhards[16]
- 1604–1648: Heiliges Römisches Reich, strittig zwischen Landgrafschaft Hessen-Darmstadt und Landgrafschaft Hessen-Kassel (Hessenkrieg)
- ab 1604: Heiliges Römisches Reich, Landgrafschaft Hessen-Darmstadt, Oberfürstentum Hessen, Amt Nidda, Gericht Burkhards[17]
- 1787: Heiliges Römisches Reich, Landgrafschaft Hessen-Darmstadt, Oberfürstentum Hessen, Amt Nidda und Lißberg, Gericht Burkhards[18]
- ab 1806: Großherzogtum Hessen,[Anm. 2] Fürstentum Oberhessen, Amt und (seit 1803) Gericht Lißberg[19][20]
- ab 1815: Großherzogtum Hessen, Provinz Oberhessen, Amt Lißberg[21]
- ab 1821: Großherzogtum Hessen, Provinz Oberhessen, Landratsbezirk Schotten[22][Anm. 3]
- ab 1832: Großherzogtum Hessen, Provinz Oberhessen, Kreis Nidda
- ab 1848: Großherzogtum Hessen, Regierungsbezirk Nidda
- ab 1852: Großherzogtum Hessen, Provinz Oberhessen, Kreis Schotten
- ab 1867: Norddeutscher Bund, Großherzogtum Hessen, Provinz Oberhessen, Kreis Schotten
- ab 1871: Deutsches Reich, Großherzogtum Hessen, Provinz Oberhessen, Kreis Schotten
- ab 1918: Deutsches Reich, Volksstaat Hessen, Provinz Oberhessen, Kreis Schotten
- ab 1938: Deutsches Reich, Volksstaat Hessen, Provinz Oberhessen, Landkreis Büdingen[23][Anm. 4]
- ab 1945: Deutsches Reich, Amerikanische Besatzungszone,[Anm. 5] Groß-Hessen, Regierungsbezirk Darmstadt, Landkreis Büdingen
- ab 1946: Deutsches Reich, Amerikanische Besatzungszone, Hessen, Regierungsbezirk Darmstadt, Landkreis Büdingen
- ab 1949: Bundesrepublik Deutschland, Hessen, Regierungsbezirk Darmstadt, Landkreis Büdingen
- ab 1972: Bundesrepublik Deutschland, Hessen, Regierungsbezirk Darmstadt, Vogelsbergkreis, Stadt Schotten
- ab 1981: Bundesrepublik Deutschland, Hessen, Regierungsbezirk Gießen, Vogelsbergkreis, Stadt Schotten

### Gerichte seit 1803
In der Landgrafschaft Hessen-Darmstadt wurde mit Ausführungsverordnung vom 9. Dezember 1803 das Gerichtswesen neu organisiert. Für die Provinz Oberhessen wurde das „Hofgericht Gießen“ als Gericht der zweiten Instanz eingerichtet. Die Rechtsprechung der ersten Instanz wurde durch die Ämter bzw. Standesherren vorgenommen und somit war für Burkhards das Amt Lißberg zuständig.
Das Hofgericht war für normale bürgerliche Streitsachen Gericht der zweiten Instanz, für standesherrliche Familienrechtssachen und Kriminalfälle die erste Instanz. Die zweite Instanz für die Patrimonialgerichte waren die standesherrlichen Justizkanzleien. Übergeordnet war das Oberappellationsgericht Darmstadt.
Mit der Gründung des Großherzogtum Hessen 1806 wurde diese Funktion beibehalten, während die Aufgaben der ersten Instanz 1821–1822 im Rahmen der Trennung von Rechtsprechung und Verwaltung auf die neu geschaffenen Land- bzw. Stadtgerichte übergingen. Burkhards viel in den Gerichtsbezirk des „Landgerichts Schotten“.
Anlässlich der Einführung des Gerichtsverfassungsgesetzes mit Wirkung vom 1. Oktober 1879, infolge derer die bisherigen großherzoglich hessischen Landgerichte durch Amtsgerichte an gleicher Stelle ersetzt wurden, während die neu geschaffenen Landgerichte nun als Obergerichte fungierten, kam es zur Umbenennung in „Amtsgericht Schotten“ und Zuteilung zum Bezirk des Landgerichts Gießen.
Mit Wirkung zum 1. Juli 1968 erfolgte die Auflösung des Amtsgerichts Schotten und Burkhards kam zum Gerichtsbezirk des Amtsgerichts Nidda. Zum 1. Januar 2012 wurde auch das Amtsgericht Nidda gemäß Beschluss des hessischen Landtags aufgelöst und Burkhards dem Amtsgericht Büdingen zugeteilt.
Die übergeordneten Instanzen sind jetzt, das Landgericht Gießen, das Oberlandesgericht Frankfurt am Main sowie der Bundesgerichtshof als letzte Instanz.

## Bevölkerung

### Einwohnerstruktur 2011
Nach den Erhebungen des Zensus 2011 lebten am Stichtag dem 9. Mai 2011 in Burkhards 417 Einwohner. Darunter waren 3 (0,7 %) Ausländer.
Nach dem Lebensalter waren 66 Einwohner unter 18 Jahren, 162 zwischen 18 und 49, 105 zwischen 50 und 64 und 81 Einwohner waren älter.
Die Einwohner lebten in 168 Haushalten. Davon waren 45 Singlehaushalte, 54 Paare ohne Kinder und 60 Paare mit Kindern, sowie 6 Alleinerziehende und 3 Wohngemeinschaften. In 39 Haushalten lebten ausschließlich Senioren und in 102 Haushaltungen lebten keine Senioren.

### Einwohnerentwicklung
| • 1791: | 608 Einwohner                       |
| • 1800: | 641 Einwohner                       |
| • 1806: | 636 Einwohner, 136 Häuser           |
| • 1829: | 690 Einwohner, 125 Häuser           |
| • 1867: | 563 Einwohner, 108 bewohnte Gebäude |
| • 1875: | 516 Einwohner, 104 bewohnte Gebäude |

| Burkhards: Einwohnerzahlen von 1791 bis 2020 | Burkhards: Einwohnerzahlen von 1791 bis 2020 | Burkhards: Einwohnerzahlen von 1791 bis 2020 | Burkhards: Einwohnerzahlen von 1791 bis 2020 | Burkhards: Einwohnerzahlen von 1791 bis 2020 |
| --- | -------------------------------------------- | -------------------------------------------- | -------------------------------------------- | -------------------------------------------- |
| Jahr |                                              |                                              |                                              | Einwohner                                    |
| 1791 | 1791                                         |                                              | 608                                          | 608                                          |
| 1800 | 1800                                         |                                              | 641                                          | 641                                          |
| 1806 | 1806                                         |                                              | 636                                          | 636                                          |
| 1829 | 1829                                         |                                              | 690                                          | 690                                          |
| 1834 | 1834                                         |                                              | 669                                          | 669                                          |
| 1840 | 1840                                         |                                              | 651                                          | 651                                          |
| 1846 | 1846                                         |                                              | 631                                          | 631                                          |
| 1852 | 1852                                         |                                              | 718                                          | 718                                          |
| 1858 | 1858                                         |                                              | 601                                          | 601                                          |
| 1864 | 1864                                         |                                              | 613                                          | 613                                          |
| 1871 | 1871                                         |                                              | 531                                          | 531                                          |
| 1875 | 1875                                         |                                              | 516                                          | 516                                          |
| 1885 | 1885                                         |                                              | 513                                          | 513                                          |
| 1895 | 1895                                         |                                              | 534                                          | 534                                          |
| 1905 | 1905                                         |                                              | 507                                          | 507                                          |
| 1910 | 1910                                         |                                              | 489                                          | 489                                          |
| 1925 | 1925                                         |                                              | 494                                          | 494                                          |
| 1939 | 1939                                         |                                              | 499                                          | 499                                          |
| 1946 | 1946                                         |                                              | 688                                          | 688                                          |
| 1950 | 1950                                         |                                              | 619                                          | 619                                          |
| 1956 | 1956                                         |                                              | 543                                          | 543                                          |
| 1961 | 1961                                         |                                              | 507                                          | 507                                          |
| 1967 | 1967                                         |                                              | 494                                          | 494                                          |
| 1970 | 1970                                         |                                              | 480                                          | 480                                          |
| 1980 | 1980                                         |                                              | ?                                            | ?                                            |
| 1990 | 1990                                         |                                              | ?                                            | ?                                            |
| 2000 | 2000                                         |                                              | ?                                            | ?                                            |
| 2004 | 2004                                         |                                              | 479                                          | 479                                          |
| 2010 | 2010                                         |                                              | 436                                          | 436                                          |
| 2011 | 2011                                         |                                              | 417                                          | 417                                          |
| 2015 | 2015                                         |                                              | 436                                          | 436                                          |
| 2020 | 2020                                         |                                              | 440                                          | 440                                          |
| Datenquelle: Historisches Gemeindeverzeichnis für Hessen: Die Bevölkerung der Gemeinden 1834 bis 1967. Wiesbaden: Hessisches Statistisches Landesamt, 1968. Weitere Quellen: LAGIS; Einwohnerzahlen nach 2000:; Zensus 2011 |                                              |                                              |                                              |                                              |

### Historische Religionszugehörigkeit
| • 1829: | 690 evangelische (= 100 %) Einwohner                                 |
| • 1961: | 493 evangelische (= 97,24 %) und 14 katholische (= 2,76 %) Einwohner |

## Infrastruktur
- Sportplatz mit Festplatz und Grillhütte im Norden sowie das Feuerwehrhaus
- Evangelische Kirche
- Dorfgemeinschaftshaus (Alte Schule) mit angrenzenden städtischen Kindergarten
- Friedhof im Süden mit historischen Grabsteinen
- Nidderbrücke mit dem nahe liegenden historischen Backhaus

## Persönlichkeiten, geboren in Burkhards
- Karl Rheinfurth (1895–1953), evangelischer Geistlicher und Schriftsteller
- Harald Schäfer (1931–2001), Regisseur der Augsburger Puppenkiste sowie Die Firma Hesselbach
- Adolf Weber (1938–2019), Professor für Biologie und Botanik, Moderator des Umweltmagazins In Sachen Natur sowie Institutsdirektor an der Universität Hamburg
- Wilhelm Soldan (1842–1905), Ehrendoktor der Archäologie und Denkmalschützer, Ministerialbeamter sowie Mitglied der Reichs-Limeskommission

## Politik
Für Burkhards besteht ein Ortsbezirk (Gebiete der ehemaligen Gemeinde Burkhards) mit Ortsbeirat und Ortsvorsteher nach der Hessischen Gemeindeordnung.
Der Ortsbeirat besteht aus neun Mitgliedern. 
Bei den Kommunalwahlen in Hessen 2021 betrug die Wahlbeteiligung 64,84 %. Alle Kandidaten gehören der „Bürgerliste Burkhards“ an. Der Ortsbeirat wählte Ralf Kramer zum Ortsvorsteher.

## Kultur
In der Liste der Kulturdenkmäler in Schotten sind für Burkhards 23 einzelne unter Denkmalschutz stehende Kulturdenkmäler aufgeführt.
Die Mitglieder verschiedener Deutsch- und Krautrockbands wohnten in den 1970er Jahren in der historisch alten Dampfmolkerei zu Burkhards, darunter die Krautrockband Birth Control aus Berlin, die Rockband Bullfrog sowie Mitglieder der Rockband Geronimo. Das historische Gebäude im Norden des Ortes war durch seine abgeschiedene Lage zum Hauptort geradezu prädestiniert für das laute Proben der Songs. 
Als Dank zur Verbundenheit mit Burkhards widmete die Band Bullfrog auf dem Cover der Singleauskopplung „Be yourself“ ein Bild mit dem damaligen ortsansässigen Burkhardser Dorfschmied. Birth Control wiederum widmete dem Nachbarort Kaulstoß einen Song mit selbigem Namen auf der LP „Hoodoo Man“.

## Sehenswürdigkeiten
- Marcellinuskapelle
- Kirche Burkhards